# Давид XI
Давид XI (Дауд-хан) (? —1579) — цар Картлі (1569–1578), син картлійського царя Луарсаба I й Тамар, дочки царя Імереті Баграта III. Представник династії Багратіоні.

## Життєпис
За часів правління свого старшого брата Симона, у 1562 році царевич Давид утік до Ірану, де прийняв іслам під іменем Дауд-хана. Іранський шах Тахмасп I прийняв Давида з великими почестями та щедро нагородив.
У 1567 році шах Тахмасп I проголосив Дауд-хана царем Картлі та відрядив його на батьківщину зі значним іранським військом. Дауд-хан у супроводі гянджійського хана вступив до Тбілісі та зайняв картлійський царський престол.
Цар Симон Великий розпочав війну проти свого молодшого брата Давида (Дауд-хана). Симон зібрав військо та розташувався в Дігорі. Дауд-хан з іранським військом та загонами відданих грузинів виступив проти Симона. Дауд-хан зазнав поразки у битві й відійшов до Тбілісі. Симон зі своїм військом узяв столицю в облогу. Давид звернувся по допомогу до Усеїн-бека, вождя племені Карамлу, васала Ірану, який із військом прибув до Картлі. Усеїн-бек вступив до Тбілісі, а цар Симон відступив до Табахмели.
Дауд-хан повторно вийшов зі столиці у похід проти свого старшого брата Симона. У 1568 році в битві під Самадло Симон розбив війська Дауд-хана. Дауд-хан утік до Тбілісі. Симон запропонував знатним картлійцям, які служили Дауд-хану, перейти на його бік, але вони відмовились.
Дауд-хан звернувся по допомогу до іранського шаха Тахмаспа. Шах написав беклярбекам Шемахи та Гянджі, надіславши їм дари та наказавши призвати шамхала з лезгинами й черкесами. Шемаханський та гянджійський беклярбеки разом із лезгинами та черкесами розташувались у Хунамі. Симон зайняв позиції в Ацуфу. В 1569 році в битві при Парцхісі картлійське військо зазнало поразки від іранської армії. Царя Симона було взято в полон. Іранці посадили Дауд-хана на царський престол у Тбілісі та повернулись додому, взявши полоненого царя з собою.
Шах Тахмасп запропонував Симону відмовитись від християнства та перейти в іслам. Однак той відмовився та був засланий до Аламута. Дауд-хан підкорив своїй владі Картлі, проте деякі мтавари відмовились визнавати його царем.
У 1578 році на початку ірано-османської війни царя Симона було звільнено з в'язниці й він повернувся до Картлі. Того ж року до Грузії вторглась величезна османська армія під командуванням візира Мустафи Лала-паші. Турки пройшли Самцхе й підступились до Тбілісі. Дауд-хан підпалив столицю та сховався в гірських укріпленнях.
Лала-паша призначив правителем Картлі царевича Вахтанга Мухранбатоні. Останній разом із двома вельможами прибув до турецького табору, де його прийняв Лала-паша, після чого відпустив до його володінь. Однак жителі Сомхіті завдали значних збитків туркам та вбили багатьох із них. Іранський шах Мухаммад Худабенде (1578–1587) звільнив царя Симона та відправив його на батьківщину з іранським військовим загоном. Дауд-хан, який втратив підтримку іранського двору, став до перемовин із турецьким головнокомандувачем Лала-пашею та поступився туркам деякими фортецями Картл]. Сам же Давид вирушив до двору турецького султана до Стамбула, де невдовзі й помер.

## Родина
Був одружений з дочкою шамхала тарковського.
Діти:
- Баграт (Баграт-хан) (1569–1619), цар Картлі (1615–1619),
- Ростом (Ростом-хан) (1565–1658), цар Картлі (1633–1658) та Кахетії (1648–1656).